# Saison 1 de Rosewood
Chronologie
Saison 2
Cet article présente le guide des épisodes de la  première saison de la série télévisée américaine Rosewood.

## Généralités
- Aux États-Unis, la saison a été diffusée du 23 septembre 2015 au 25 mai 2016 sur le réseau FOX.
- Au Canada, la saison a été diffusée en simultané sur CHCH-DT[1].

## Distribution

### Acteurs principaux
- Morris Chestnut (VF : Frantz Confiac) : Dr Beaumont Rosewood, Jr.
- Jaina Lee Ortiz (VF : Olivia Nicosia) : détective Karissa Villa
- Lorraine Toussaint (VF : Maïk Darah) : Donna Rosewood, mère de Beaumont
- Gabrielle Dennis (en) (VF : Géraldine Asselin) : Pippy Rosewood, sœur de Beaumont
- Anna Konkle (VF : Alexia Lunel) : Tara Milly Izikoff aka TMI
- Domenick Lombardozzi (VF : Pascal Casanova) : capitaine Ira Hornstock

### Acteurs récurrents et invités
- Kamal Angelo Bolden (VF : Didier Cherbuy) : Julius "Joo Joo" Beeman
- Maggie Elizabeth Jones : Bella
- Clancy Brown : Dr Grayson
- Nicole Ari Parker (VF : Ariane Deviègue) : Kat Crawford
- Mackenzie Astin (en) (VF : Martin Brieuc) : Dr Max Kahn
- Adrian Pasdar : Dr Derek Foster
- Taye Diggs (VF : Bruno Dubernat) : Dr Mike Boyce
- Alysia Reiner (VF : Armelle Gallaud) : Lilian Izikoff
- Tia Mowry-Hardrict (VF : Gwenaëlle Julien) : Cassie
- Vondie Curtis-Hall (VF : Thierry Desroses) : Dr Beaumont Rosewood, Sr.
- Lisa Vidal (VF : Laura Zichy) : Daisie Villa
- Kurt Fuller (VF : Michel Prud'homme) : Floyd Butters
- Rodney To (VF : Anatole Thibault) : Neil
- Sherri Shepherd (VF : Anne Mathot) : Dr Anita Eubanks
- Joy Bryant (VF : Isabelle Langlois) : Dr Erica Kincaid
- Jessica Morris (en) : Mandy
- Sam Huntington : Mitchie Brickman
- J.R. Ramirez : Frank Escajeda

## Épisodes

### Épisode 1:Le Beethoven de l'autopsie
- États-Unis /  Canada : 23 septembre 2015 sur FOX[2] / CHCH-DT
- France : 9 juin 2017 sur M6[réf. nécessaire]
- Belgique : 29 mai 2017 sur RTL-TVI[3]

- États-Unis : 7,54 millions de téléspectateurs[4] (première diffusion)
- France : 2,64 millions de téléspectateurs[5](première diffusion)

### Épisode 2:Un pied dans la tombe
- États-Unis /  Canada : 30 septembre 2015 sur FOX / CHCH-DT
- France : 9 juin 2017 sur M6
- Belgique : 29 mai 2017 sur RTL-TVI[6]

- États-Unis : 6,24 millions de téléspectateurs[7] (première diffusion)

### Épisode 3:Bleus au cœur
- États-Unis /  Canada : 7 octobre 2015 sur FOX / CHCH-DT
- France : 9 juin 2017 sur M6
- Belgique : 5 juin 2017 sur RTL-TVI

- États-Unis : 5,75 millions de téléspectateurs[8] (première diffusion)

- Chris Bosh (lui-même)
- Rasheeda Frost (Scrumptious)
- Nicole Ari Parker (Kat)
- MacKenzie Astin (Dr Max Cahn)
- Chance Harlem Jr. (Dante Harrell)
- Shaan Sharma (Diego)
- Keisuke Hoashi (Dr Wei
- Kamal Angelo Bolden (Joo Joo)
- Adam Lazarre White (Delroy Ellis)

### Épisode 4:Un père et passe
- États-Unis /  Canada : 14 octobre 2015 sur FOX / CHCH-DT
- France : 16 juin 2017 sur M6
- Belgique : 5 juin 2017 sur RTL-TVI

- États-Unis : 5,03 millions de téléspectateurs[9] (première diffusion)
- France : 2,185 millions de téléspectateurs[10](première diffusion)

- Adrian Pasdar (Dr Derek Foster)
- Nicole Ari Parker (Kat)
- H. Richard Greene (Alexis Stavros)
- Merle Dandridge (Charlotte)
- Deborah Rayne (Eva Freydont)
- Rayna Tharani (Felicia)
- Kim H. Howard (Thalia Stavros)
- Manuel Eduardo Ramirez (Patrol Officer)
- Anita Vogel (Reporter)
- David A. Kimball (David Moran)

### Épisode 5:Relations enflammées
- États-Unis /  Canada : 21 octobre 2015 sur FOX / CHCH-DT
- France : 16 juin 2017 sur M6
- Belgique : 12 juin 2017 sur RTL-TVI

- États-Unis : 5,27 millions de téléspectateurs[11] (première diffusion)
- France : 2 millions de téléspectateurs[10](première diffusion)

- Adrian Pasdar (Dr Derek Foster)
- Nicole Ari Parker (Kat)
- H. Richard Greene (Alexis Stavros)
- Merle Dandridge (Charlotte)
- Deborah Rayne (Eva Freydont)
- Rayna Tharani (Felicia)
- Kim H. Howard (Thalia Stavros)
- Manuel Eduardo Ramirez (Patrol Officer)
- Anita Vogel (Reporter)
- David A. Kimball (David Moran)

### Épisode 6:Assurance tous risques
- États-Unis /  Canada : 4 novembre 2015 sur FOX / CHCH-DT
- France : 16 juin 2017 sur M6
- Belgique : 12 juin 2017 sur RTL-TVI

- États-Unis : 5,06 millions de téléspectateurs[12] (première diffusion)
- France : 1,60 million de téléspectateurs[10](première diffusion)

- Nicole Ari Parker (Kat)
- Vondie Curtis Hall (Beaumont Rosewood Sr.)
- Michael Irby (Agent Giordano)
- Stacy Hall (Security Officer)
- Stella Farentino (Janice)
- Ryan W. Garcia (IAD Agent Malcute)

### Épisode 7:A.D. Haine
- États-Unis /  Canada : 11 novembre 2015 sur FOX / CHCH-DT
- Belgique : 19 juin 2017 sur RTL-TVI
- France : 23 juin 2017 sur M6

- États-Unis : 5,17 millions de téléspectateurs[13] (première diffusion)
- France : 1,763 million de téléspectateurs[14](première diffusion)

- Vondie Curtis Hall (Beaumont Rosewood Sr.)
- Mackenzie Astin (en) (Dr Max Cahn)
- Nikea Gamby Turner (Ilene Desouza)
- Michelle Bonilla (District Attorney Sandra Drake)
- Adam Kulbersh (Defense Attorney Adam Burke)
- Christopher Carroll (Judge Waters)
- Katherine Kendall Butler (Debra Monroe)
- Jeffrey Doombas (Joel Monroe)
- Chris O'Brien (Lester Goree)
- Jacob McCafferty (Jeff)
- Jordan Pratt-Thatcher (Anton Monroe)
- Scott Broderick (Bailiff)
- Max Shippee (Coach Walton)
- Greg "Christopher" Smith (Umpire)

### Épisode 8:Les Liens du sang
- États-Unis /  Canada : 18 novembre 2015 sur FOX / CHCH-DT
- Belgique : 19 juin 2017 sur RTL-TVI
- France : 23 juin 2017 sur M6

- États-Unis : 4,72 millions de téléspectateurs[15] (première diffusion)

- Kurt Fuller (Floyd Butters)
- Cole Bernstein (Beatrice)
- Lauren Bowles (Loretta Franks)
- Rey Gallegos (Marlan Guzman)
- Lisa Vidal (Daisie Villa)
- Sarah Domin (Employee)
- Evan Allan Gessesse (Joe)
- Ping Wu (Motel Manager)
- Karl Makinen (Tex Bridgewater)

### Épisode 9:Victime de la mode
- États-Unis /  Canada : 25 novembre 2015 sur FOX / CHCH-DT
- France : 23 juin 2017 sur M6
- Belgique : 26 juin 2017 sur RTL-TVI

- États-Unis : 4,64 millions de téléspectateurs[16] (première diffusion)

- Taye Diggs (Dr Mike Boyce)
- Emayatzy Corinealdi (Gigi Gaston)
- Rodney To (Neil)
- Matthew Risch (Ian Hunter)
- Thomas Silcott (Sam)
- Matt Cedeño (Chuy Martinez)
- Samantha Gros (Nurse #1)
- Barrett Kiick (Nurse #2)
- Melinda Cohen (Angela York)
- Americo Antonio Simonini (Dr Houser)

### Épisode 10:L'Art de tuer 1/2
- États-Unis /  Canada : 2 décembre 2015 sur FOX / CHCH-DT
- Belgique : 26 juin 2017 sur RTL-TVI
- France : 30 juin 2017 sur M6

- États-Unis : 5,04 millions de téléspectateurs[17] (première diffusion)

- Taye Diggs (Dr Mike Boyce)
- Nicole Ari Parker (Dr Kat Crawford)
- Rodney To (Neil)
- Lisa Vidal (Daisie Villa)
- Kavita Patel (Elaine Haldeman)
- Tom Beyer (Dev Fagen)
- Sprague Grayden (Dina Katz)
- Sam Witwer (Heath Casablanca)
- Scott Mosenson (Roger Jones)
- Matthew Borlenghi (Gino Smith)
- Felisha Cooper (Skylar)

### Épisode 11:L'Art de tuer 2/2
- États-Unis /  Canada : 2 mars 2016 sur FOX[18] / CHCH-DT
- France : 30 juin 2017 sur M6
- Belgique : 3 juillet 2017 sur RTL-TVI

- États-Unis : 3,52 millions de téléspectateurs[19] (première diffusion)

- Taye Diggs (Dr Mike Boyce)
- Nicole Ari Parker (Kat Crawford)
- Alysia Reiner (Lilian Izikoff)
- Lisa Vidal (Daisie)
- Andrew Thacher (CSI Tech)
- Christopher Duncan (Marcel Crawford)
- Mel Fair (Reporter #1)
- Anita Vogel (Reporter #2)
- Anthony Bless (Federico)
- Ismail Bashey (Rishi Singh)
- Alice Amter (Chitra Singh)
- Shakira Barrera (Ananda « Andi » Singh)
- Cate Coher (Joanne)
- Julia Marie Buis (Sue)
- Alexis De La Rosa (Nico (CSI Tech))
- Shaun Duke Moosekian (Chief Ewing)
- Nikea Gamby-Turner (Officer Ilene Desouza)
- Sprague Grayden (Dina Katz)

### Épisode 12:Humeur vagabonde
- États-Unis /  Canada : 9 mars 2016 sur FOX / CHCH-DT
- France : 30 juin 2017 sur M6
- Belgique : 3 juillet 2017 sur RTL-TVI

- États-Unis : 3,72 millions de téléspectateurs[20] (première diffusion)

- Mackenzie Astin (en) (Max)
- Joy Bryant (Dr Erica Kincaid)
- John Gabriel (Detective Martinez)
- Mark Atteberry (Jason Barrett)
- Danielle Rayne (Camille Barrett)
- William Charlton (Rob Shuman)
- Allius Barnes (Oscar Diaz)
- Jeff Adler (Nolan)
- Samantha Hodges (Kira Barrett)
- Scott Alan Smith (Dr Moore)
- Matt Kaminsky (Business Man)
- Dean Cudworth (Detective Roday)
- Tia Mowry-Hardrict (Cassie)
- Christine Devine (TV News Reporter)

### Épisode 13:Partenaire particulier
- États-Unis /  Canada : 16 mars 2016 sur FOX / CHCH-DT
- France : 7 juillet 2017 sur M6
- Belgique : 10 juillet 2017 sur RTL-TVI

- États-Unis : 3,72 millions de téléspectateurs[21] (première diffusion)

- Sherri Shepherd (Dr Anita Eubanks)
- Scott Porter (Det. Russ Hame)
- Stephen Full (Alan Peters)
- Phil Abrams (Bob Safran)
- Kassandra Kanaar (Hygienist (Cindy))
- Marco Sanchez (Dr Gus Willing)
- Kamal Angelo Bolden (Joo Joo)
- Jessica Morris (Mandy Willing)
- Frank Maharajh (Slick Surgeon)
- Michael Filipowich (Nova)
- Nikea Gamby-Turner (Officer Irene DeSouza)
- Robin DeLano (Angry Resident)
- Nan McNamara (Angrier Resident)
- Wayne Alan Scott (Henchman #1)

### Épisode 14:Black-Out
- États-Unis /  Canada : 23 mars 2016 sur FOX / CHCH-DT
- France : 7 juillet 2017 sur M6
- Belgique : 10 juillet 2017 sur RTL-TVI

- États-Unis : 3,74 millions de téléspectateurs[22] (première diffusion)

- Joy Bryant (Dr Erica Kincaid)
- Kamal Angelo Bolden (Joo Joo)
- Alysia Reiner (Lilian Izikoff)
- Tia Mowry-Hardrict (Cassie)
- Eric Nenninger (Zachary Wilford III)
- Lisa Banes (Esther Wilford)
- Michael Trotter (Joe Fuller)
- Mirela Selimovic (Holly Keaton)
- Jeff Ward (en) (Wyatt Montgomery)
- John Grady (Waiter)

### Épisode 15:Briser la glace
- États-Unis /  Canada : 30 mars 2016 sur FOX / CHCH-DT
- France : 7 juillet 2017 sur M6
- Belgique : 17 juillet 2017 sur RTL-TVI

- États-Unis : 5,2 millions de téléspectateurs[23] (première diffusion)

- Joy Bryant (Dr Erica Kincaid)
- Kurt Fuller (Floyd Butters)
- Henry Czerny (Arthur Izikoff)
- Shannon Lucio (Casey Reed)
- David Julian Hirsh (Dr Kipley Reel)
- Laura Julian (Older Female Pathologist)
- Abhi Trivedi (Young Male Pathologist)
- John Nicholas (Older Male Pathologist)
- Ray Santiago (Tony « Ponce » De Leon)
- Christian Lyon (EMT)
- Scott Klace (Dr Melvin Damski)
- Fred Koehler (Antonius Block)
- Brianne Davis (Suzie Q)
- Peggy Dunne (Block's Mom)
- Kevin McCorkle (Detective Morrow)

### Épisode 16:Tel père, telle fille
- États-Unis /  Canada : 13 avril 2016 sur FOX / CHCH-DT
- France : 14 juillet 2017 sur M6
- Belgique : 17 juillet 2017 sur RTL-TVI

- États-Unis : 4,53 millions de téléspectateurs[24] (première diffusion)

- Joy Bryant (Dr Erica Kincaid)
- Lisa Vidal (Daisie Villa)
- Amanda Leighton (Sophie Hornstock)
- Rodney To (Neil)
- Asante Jones (Detective Vernon)
- Rick Gonzalez (Jay Stottlemyre)
- Norwood Ernest Paukert, Jr. (Phil Barber)
- Delaina Mitchell (Mia Barnes)
- Nick Steel (Darrin Barber)
- Noah Albert Nevins (Brody)

### Épisode 17:Amour, gloire et meurtre
- États-Unis /  Canada : 20 avril 2016 sur FOX / CHCH-DT
- France : 14 juillet 2017 sur M6
- Belgique : 24 juillet 2017 sur RTL-TVI

- États-Unis : 4,64 millions de téléspectateurs[25] (première diffusion)

- Joy Bryant (Dr Erica Kincaid)
- Sherri Shepherd (Dr Anita Eubanks)
- Lisa Vidal (Daisie Villa)
- Juan Pablo Di Pace (Antonio Espada)
- Rickey Eugene Brown (Lil Ronnie)
- Assante Jones (Detective Vernon)
- Mark Knudsen (Gabriel Haskell)
- Richard Saenz (Jaime Herrera)
- Yara Martinez (Julia Delgado)
- Mayra Leal (Latina Woman)
- Pilar Holland (Maria De La Vina)
- Dennis Cockburn (Salesman)
- Peter Spruyt (Weird Warren)

### Épisode 18:Autopsie à quatre mains
- États-Unis /  Canada : 27 avril 2016 sur FOX / CHCH-DT
- France : 14 juillet 2017 sur M6
- Belgique : 24 juillet 2017 sur RTL-TVI

- États-Unis : 4,86 millions de téléspectateurs[26] (première diffusion)

- Lisa Vidal (Daisie Villa)
- Tia Mowry-Hardrict (Cassie)
- Assante Jones (Detective Vernon)
- Samuel Huntington (Mitchie Mendelson)
- Cara Pifko (Barbara Gaines)
- Katherine Boecher (Jackie)
- Brian Balzerini (Bartender)
- Nahesi Crawford (Runner on Beach)

### Épisode 19:Petites secrets entre amis
- États-Unis /  Canada : 4 mai 2016 sur FOX / CHCH-DT
- France : 21 juillet 2017 sur M6
- Belgique : 31 juillet 2017 sur RTL-TVI

- États-Unis : 4,35 millions de téléspectateurs[27] (première diffusion)

- Joy Bryant (Dr Erica Kincaid)
- Steve Whatley (Jimmy Amiel)
- Antwon Tanner (Sylvester)
- Sam Huntington (Mitchie Mendelson)
- Christina Moses (Daphne)
- Quincy Ndekwe (Billy)
- Luke Rampersad (Deon)
- Anthony Ma (Glenn)
- Micah James Jones (Izzy)
- Drew Lipson (Steve)
- Michael Traynor (Walter)
- Michael Meier Saltzman (Rude Patron)
- Malene Ostergaard Nielsen (Beautiful Woman)
- Natascha Hopkins (Diving Beauty)

### Épisode 20:Remuer le passé
- États-Unis /  Canada : 11 mai 2016 sur FOX / CHCH-DT
- France : 21 juillet 2017 sur M6
- Belgique : 31 juillet 2017 sur RTL-TVI

- États-Unis : 4,32 millions de téléspectateurs[28] (première diffusion)

- Sherri Shepherd (Dr Anita Eubanks)
- Samuel Huntington (Mitchie Mendelson)
- Jimmy Ramirez (Frank Escajeda)
- Antonio Jaramillo (Vladimir Dominguez)
- Michael Hogan (Skip Rogers)
- Torrance Jordan (Officer Avanzato)
- Sheryl Lee (Brenda Downs)
- Charles Dougherty (Older man in montage)
- Tonya Key (Dancer in montage)
- Aire Sirvaitis (Kelly Downs)
- Scott Menville (Angry Man)
- Bianca Bethune (ATF Tiffany)

### Épisode 21:Convoitise
- États-Unis /  Canada : 18 mai 2016 sur FOX / CHCH-DT
- France : 21 juillet 2017 sur M6
- Belgique : 7 août 2017 sur RTL-TVI

- États-Unis : 4,77 millions de téléspectateurs[29] (première diffusion)

- Joy Bryant (Dr Erica Kincaid)
- Salli Richardson-Whitfield (Dr Aubrey Joseph)
- Lisa Vidal (Daisie)
- Christopher J. Johnson (Calvin Spitz / Carter Dobbs)
- Samuel Huntington (Mitchie Mendelson)
- Jonathan Craig Williams (Bank Manager)
- Nicole Chamblis (Young Female Trainer)
- James Patrick Stuart (Dr Saffron Fields)
- Michael William Freeman (Gene)
- Christopher Boyer (Older Seasoned Farmer)
- Lucius Baybak (Patient #5)
- Sascha Rasmussen (West Bachner)
- Lauren Lakis (Clara Reesner)
- Bret Grantham (Patient #2)
- Wayne Sable (Patient #3)
- Dash Pomerantz (Bartender)

### Épisode 22:Soirée explosive
- États-Unis /  Canada : 25 mai 2016 sur FOX / CHCH-DT
- France : 21 juillet 2017 sur M6
- Belgique : 7 août 2017 sur RTL-TVI

- États-Unis : 3,50 millions de téléspectateurs[30] (première diffusion)

- Lisa Vidal (Daisie Villa)
- Matthew Glave (Andre Ward)
- Shi Ne Jong Nielson (Carla Reid)
- Samuel Huntington (Mitchie Mendelson)
- Chad Lindberg (Louie Van Winkle)
- Mark Rolston (Harvey)
- John Billingsley (Judge West Waters)
- Nikea Gamby-Turner (Officer Ilene Desouza)
- Robert Wisdom (Gerald)
- Carlos E. Campos (Sammy the Manager)
- Andre Alfred Tardieu (Sebastian Le Mercie)
- Adam Suzuki (Joe Campos)
- Scott Michael Morgan (Detective Feldheim)